# 45-я параллель (роман)
«45-я параллель» — документальная книга Полины Жеребцовой о городе Ставрополе. Уехав из Чечни вместе с матерью в 2004 году, писательница продолжила вести дневниковые записи на Ставрополье. Дневники 2005—2006 годов легли в основу романа-документа.
В 2017 году книга вошла в шорт-лист премии им. Андрея Сахарова «за журналистику как поступок».

## Сюжет
Семья Жеребцовых переезжает из военной зоны в мирную жизнь, они — беженцы. На каждом шагу им приходится сталкиваться с трудностями: нет своего жилья, отсутствует материальная помощь, трудно устроиться на работу, нет паспорта. В городе Ставрополе Полина Жеребцова встречает разных людей, записывает их рассказы о жизни в личный дневник, в том числе истории представителей ЛГБТ, военных, малоимущих и т. д.
Книга разделена на пять частей, каждая из которых посвящена определённым событиям. Чеченский дневник писательницы издан под названием «Муравей в стеклянной банке» и является предыдущей книгой в «Кавказском цикле».

## Особенности жанра и проблематика
Литературные критики высоко оценивают прозу Полины Жеребцовой. Жанр, в котором работает писательница, носит документальный характер: книги основаны на её дневниковых записях. Критики отмечают художественную силу в её произведениях и выявление острых социальных проблем.
В журнале «Знамя» сказано о книге, что судьбы людей в ней — слепки нашего времени. Критик Ольга Бугославская настаивает, что важнейший акцент романа — роль предрассудков в обществе и приравнивает произведение Полины Жеребцовой к диалогу с романом Ханьи Янагихары «Маленькая жизнь» и с сериалом «Секс в большом городе».
Книги Полины Жеребцовой переведены на французский, немецкий, чешский, финский, эстонский, португальский, болгарский, польский, украинский, литовский, латышский, словенский, арабский, итальянский и другие языки мира.

## Издания романа
Впервые «45-я параллель» была издана в харьковском издательстве «Фолио» в 2017 году.
В издательстве «ВРЕМЯ» книга переиздана в 2024 году.
Фрагменты книги были опубликованы в журналах «Медведь» и Сноб.

## Отзывы критики
Автор книги, Полина Жеребцова, девушка, пережившая две чеченских войны и в двадцать лет чудом сбежавшая из Грозного в Ставрополь (а ныне благополучно получившая финское гражданство), становится Вергилием для читателя, проведя его по всем кругам ада. В этом документальном романе ни слова не сочинено. Наоборот, признаётся Полина, пришлось сократить ряд эпизодов, чтобы книга не казалась мрачной босховской выдумкой.— Сергей Беседин

«45-я параллель» — текст гораздо более многоплановый, сложный и мудрый, чтобы освещать лишь один весьма щекотливый для современного российского контекста вопрос. Это роман не просто о последствиях бессмысленной чеченской войны, не просто об однополой любви (точнее, любви как таковой), не просто о человеческой глупости и жестокости, банальной и бессмысленной. Несмотря на все описываемые ужасы, несправедливость, от которой перехватывает дыхание, конвульсивно сжимается сердце и другие жизненно важные органы — несмотря на всё это книга Полины — что-то вроде противоядия, антидота; болезненная, но действенная прививка. — Сергей Кумыш

## Премии и номинации романа
- 2017 — шорт-лист премии им. Андрея Сахарова «за журналистику как поступок».[3]
- 2018 — лонг-лист Премия НОС[19]
- 2018 — лонг-лист премии Ясная поляна[20]